# Stadion Górnika Brzeszcze
Stadion Górnika Brzeszcze – stadion sportowy w Brzeszczach, w województwie małopolskim, w Polsce. Został otwarty w 1954 roku. Może pomieścić 6000 widzów. Swoje spotkania rozgrywają na nim piłkarze klubu Górnik Brzeszcze. Na obiekcie jeden mecz rozegrała piłkarska reprezentacja Polski, remisując 31 marca 1993 roku towarzysko z Litwą 1:1.